# Singularia
Singularia là một chi bướm đêm thuộc họ Pterophoridae.

## Các loài
- Singularia walsinghami (Fernald, 1898)